# Srđan Babić
Srđan Babić (Servisch: Срђан Бабић) (Banja Luka, 22 april 1996) is een Servisch voetballer die bij voorkeur als centrale verdediger speelt. Hij tekende in 2015 bij Real Sociedad.

## Clubcarrière
Babić is geboren in het Bosnische Banja Luka, waar hij zich aansloot bij het lokale FK Borac Banja Luka. In 2011 trok hij naar het Servische FK Vojvodina. Op 1 maart 2014 debuteerde de centrumverdediger in de Servische Superliga tegen FK Voždovac Belgrado. In zijn debuutseizoen kwam hij tot een totaal van acht competitieduels. Het seizoen erop speelde hij 24 competitiewedstrijden. In 2015 tekende Babić een vierjarig contract bij Real Sociedad, dat één miljoen euro veil had voor de centrumverdediger.

## Interlandcarrière
Babić debuteerde in 2014 voor Servië –20, waarvoor hij tien interlands afwerkte.